# Nemacheilus monilis
Nemacheilus monilis är en fiskart som beskrevs av Hora 1921. Nemacheilus monilis ingår i släktet Nemacheilus och familjen grönlingsfiskar. IUCN kategoriserar arten globalt som livskraftig. Inga underarter finns listade i Catalogue of Life.